# Рыкачёв, Михаил Александрович
Михаи́л Алекса́ндрович Рыкачёв (1840/1841 — 1919) — русский гидрометеоролог, директор Главной физической обсерватории (с 1899 — Николаевской Главной физической обсерватории; Петербург, 1896—1913), ординарный академик Императорской Академии наук (1900). Автор известных трудов по метеорологии, океанографии, земному магнетизму и физической географии вообще. Генерал по Адмиралтейству (1909). Основатель службы погоды в России, известен также как «отец русской аэрологии», один из основоположников гидрологических прогнозов, инициатор и руководитель магнитной съёмки поверхности Земли в России.

## Биография
Родился 24 декабря 1840 (5 января 1841) года в усадьбе Николаевское Андреевской волости Романово-Борисоглебского уезда Ярославской губернии. Происходил из потомственных дворян той же губернии. Сын А. П. Рыкачёва и его жены А. H. Рыкачёвой, урождённой княжны Засекиной. Брат Николая Александровича Рыкачева.

### Морская служба
Окончил Морской кадетский корпус, затем Николаевскую морскую академию, на морской службе с 1856 года: мичман (1859), лейтенант (1863), капитан 2 ранга (1885), полковник по Адмиралтейству за отличие (1890), генерал-майор по Амиралтейству (1895), генерал-лейтенант по Адмиралтейству (1903). В чине генерала по Адмиралтейству с 8 (21) сентября 1909 года, с 5 (18) августа 1913 года — первый во флоте[уточнить].

### Научная деятельность

#### Метеорология, океанография и физическая география
В 1865 году был командирован за границу, где бо́льшую часть времени провёл в Гринвичской обсерватории, занимаясь метеорологическими и магнитными наблюдениями. Посетил и много других магнитных и метеорологических обсерваторий разных государств Европы, причём произвёл сравнение их нормальных барометров и термометров; работа эта, в которую вошло и сравнение инструментов Главной физической и Пулковской обсерваторий, напечатана в журнале Лондонского метеорологического общества. По возвращении в Россию Рыкачёв 16 января 1867 года занял место помощника академика Л. М. Кемца по Главной физической обсерватории, а после его смерти, последовавшей 8 декабря того же года, до вступления в августе 1868 года в управление обсерваторией вновь избранного директора Г. И. Вильда, фактически руководил всеми работами и даже возобновил прерванные было с 1863 года магнитные наблюдения.

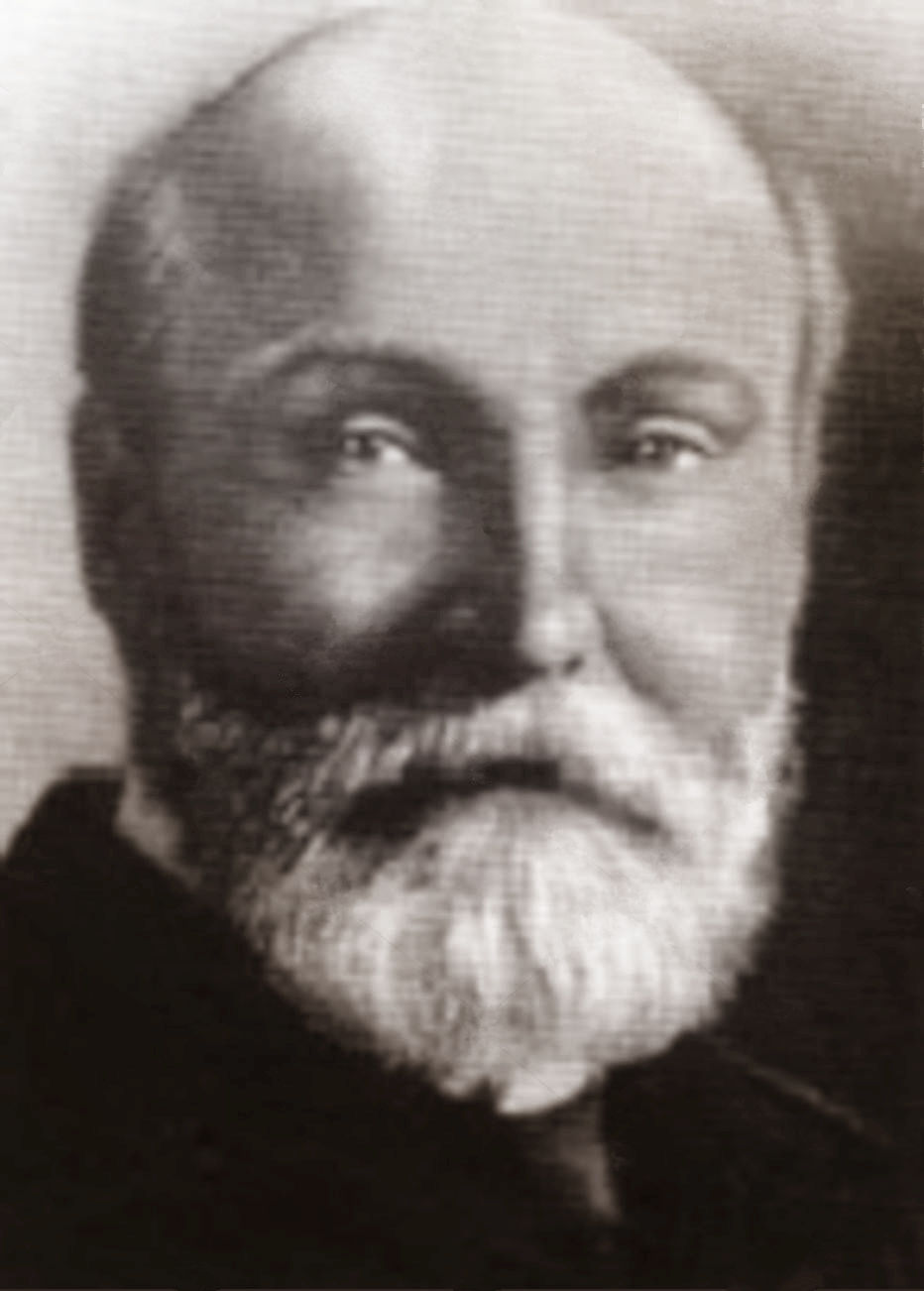
М. А. Рыкачёв

29 октября 1868 года Академия наук избрала Рыкачёва на вновь учреждённую должность помощника директора Главной физической обсерватории, в каковой он, под начальством директора академика Г. И. Вильда, провёл 27 лет, всё время принимая деятельное участие в развитии гидрометеорологического дела в России, как своими научными трудами, так и административной деятельностью. В 1876 г. Рыкачев возглавил созданное в ГФО отделение морской метеорологии, телеграфных сообщений о погоде и штормовых предостережений, оставаясь в должности помощника директора ГФО. В 1880 году стал лауреатом Ломоносовской премии.
Императорской Академией наук 5 декабря 1892 года Рыкачёв избран членом-корреспондентом по разряду физических наук Физическо-математического отделения, 17 апреля 1896 года — действительным членом. 17 мая 1896 года Высочайше утверждён в звании экстраординарного академика, с назначением директором Главной физической обсерватории со всеми её отделениями — в Екатеринбурге, Тифлисе, Иркутске и Павловске; оставался на этом посту до 1913 года. В ординарные академики Рыкачёв был избран 5 февраля 1900 года. 

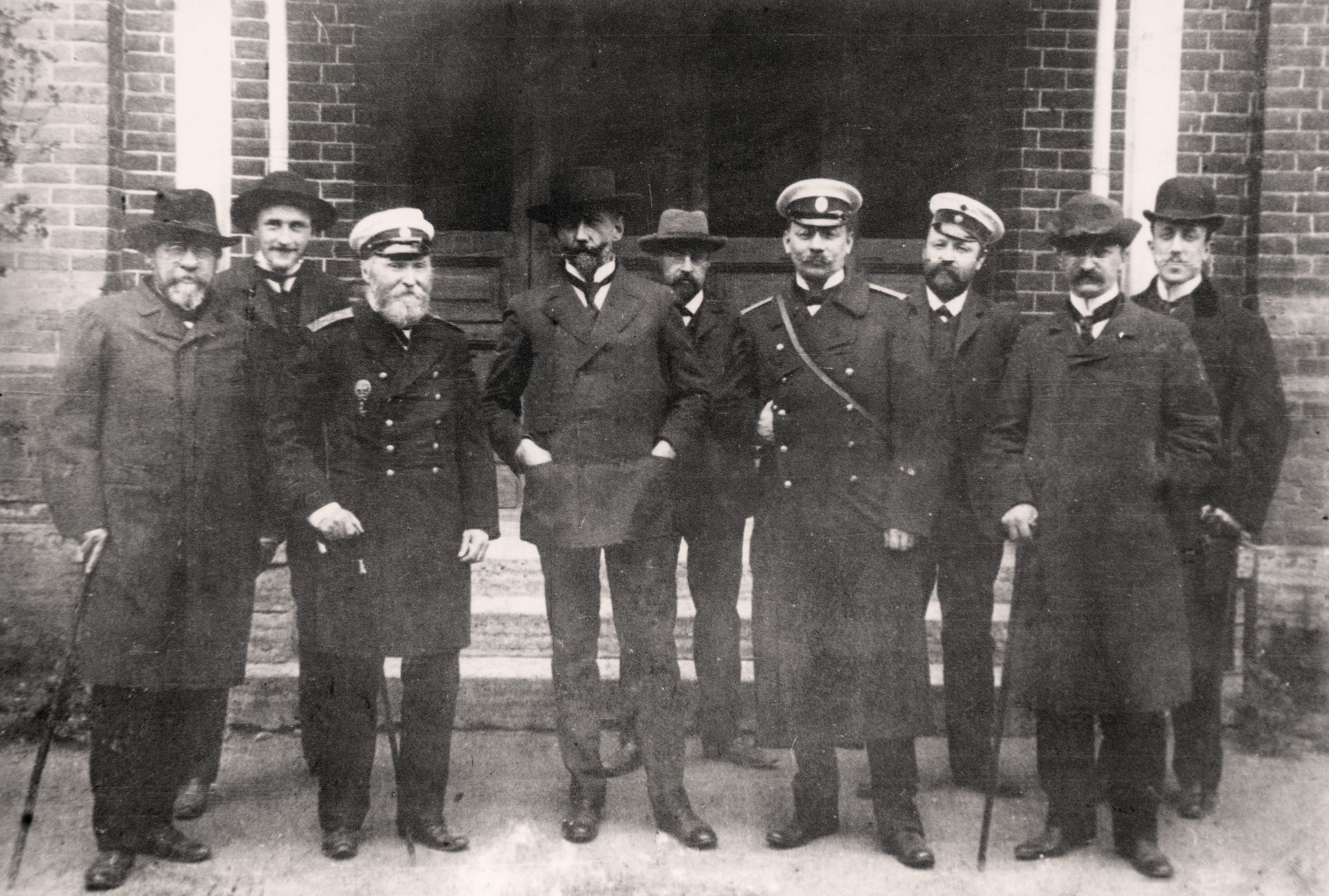
Р. Амундсен (четвёртый слева) в Главной физической обсерватории в 1907 г. Третий слева — директор обсерватории академик М. А. Рыкачёв

Вёл большую организаторскую работу по развитию сети метеорологических станций и службы погоды. Исследование распределения земного магнетизма в Каспийском море (в 1886 году) позволило Рыкачёву построить новые магнитные карты для этого бассейна. Изучал проблему снабжения Санкт-Петербурга питьевой водой, проблему наводнений; с 1897 организовал предупреждение населения об ожидаемых подъёмах воды в Неве. Кроме того, Рыкачёв принимал участие в ряде съездов и комиссий по вопросам, связанным с метеорологией, как в России, так и за границей. Рыкачёв воспитал плеяду молодых учёных, как лиц гражданского ведомства, так и офицеров, занимавшихся при обсерватории для усовершенствования в метеорологии и физике.
Перу Рыкачёва принадлежит ряд научных трудов по разным отраслям физической географии, общее число которых достигает ста девяносто пяти, из них работа «О суточном ходе барометра в России и некоторые замечания об этом явлении вообще» была отмечена Академией наук Ломоносовской премией, Императорское Русское географическое общество в 1877 году присудило Рыкачёву за его труд «Распределение атмосферного давления в Европейской России» медаль имени Ф. П. Литке, а в 1895 году высшую награду — Константиновскую медаль. Принимал участие в составлении «Климатического атласа Российской империи» (1900).

#### Изучение ледовых явлений
Необходимости проведения долговременных и регулярных наблюдений за ледовыми явлениями на реках и озёрах учёный посвятил статью «О значении наблюдений над вскрытием и замерзанием рек и озёр» (1873). В ней Рыкачёв отмечал, что сопоставляя данные наблюдений с гидрометеорологическими данными (температура воздуха и воды, скорость течения), можно проследить зависимость времени вскрытия и замерзания рек от местных климатических условий.
Работа М. А. Рыкачёва «Вскрытия и замерзания вод в Российской империи» (1886) — первая систематизированная сводка данных о ледовом режиме рек. Работа содержала таблицы наблюдений и созданные на их основе тематические карты с датами вскрытия и замерзания, продолжительностью ледяного покрова на реках Европейской части России.
В 1902 г. при Академии наук для систематических наблюдений за наводнениями была создана Постоянная водомерная комиссия под председательством Рыкачёва (1904—1918), которая летом 1908 года разослала анкеты для сбора сведений о наводнении «от его очевидцев».

#### Воздухоплавание и авиация
Рыкачёв устроил в России ряд полётов на воздушных шарах с научной целью, причём сам дважды поднимался и произвёл ряд наблюдений. Результаты (полёт 1873 года) опубликованы в «Записках Императорского Русского Географического Общества». Рыкачёв сделал ряд испытаний приборов, поднимающихся силой вращения крыльев, и опубликовал полученные им выводы. Предложил способ определения подъёмной силы винта («Первые опыты над подъёмною силою винта, вращаемого в воздухе», 1871). В 1896—1897 годах по инициативе Рыкачёва были начаты наблюдения с аэростатов за формой и движением облаков. Когда в 1881 году при Императорском Русском техническом обществе возник Воздухоплавательный отдел, Рыкачёв был избран первым его председателем, оставаясь в этой должности четыре года. Председатель первого Международного воздухоплавательного съезда (1904).
М. А. Рыкачёв оказал большое содействие К. Э.Циолковскому (в проведении опытов по сопротивлению воздуха), Н. Е. Жуковскому (в период его участия в создании первого в Европе Аэродинамического института в подмосковном имении Кучино).

### Общественно-научная деятельность
Член-корреспондент Общества естественных и математических наук (Шербург, Франция, 1897), почётный член Германского (1898) и британского Королевского (1900) метеорологических обществ. Почётный член Московского общества испытателей природы (1908).

### Личная жизнь
В 1874 году женился на Евгении Андреевне Достоевской (1853—1919), племяннице писателя Фёдора Михайловича Достоевского, дочери его младшего брата ярославского губернского инженера (архитектора) Андрея Михайловича Достоевского. Лишившись пенсии, скончалась от голода 22 октября 1919 года.
В браке родились пятеро детей:
- дочь Александра (в замужестве Ленина; 16.05.1875—10.10.1971);
- сын Андрей (02.11.1876—12.11.1914), экономист; ушёл добровольцем на фронт и 12 ноября 1914 года умер  в полевом госпитале в деревне Поремба-Гурна Келецкой губернии  (Польша) от раны и истощения, так как пролежал несколько дней в  оставленном русскими воинами окопе[5];
- сын Владимир (02.11.1877—26.06.1903), лейтенант, утонул в Финском заливе во время плавания на пароходе «Описной», на котором он состоял старшим офицером[6];
- дочь Доминика (08.09.1879— 14.06.1938);
- сын Михаил (11.10.1881—04.02.1920), математик, инженер-аэролог, в годы первой мировой войны был начальником метеослужбы первой российской эскадры тяжёлых бомбардировщиков «Илья Муромец»[7].

### Смерть
Скончался 14 апреля 1919 года. Похоронен в Санкт-Петербурге, на Смоленском православном кладбище (участок 199, 21-я дорожка).

## Награды
- Орден Св. Станислава II степени (1874)
- Орден Св. Владимира 4-й степени (01.04.1879)[9]
- Орден Св. Анны II степени (1883)
- Орден Св. Станислава I степени (1897)
- Орден Св. Анны I степени (1.1.1901)
- Орден Св. Владимира II степени (6.12.1907)[10]
- Орден Короны I класса (1904)
- Орден Полярной звезды командорского креста I класса (1903)

## Память
- Именем М. А. Рыкачёва назван остров у полуострова Таймыр.
- В честь учёного названы улицы в Ярославле (1959)[4] и Волгограде
- В Павловске в 2017 году именем М. А. Рыкачёва названа площадь.
- В 1962 году Рыбинской гидрометеорологической обсерватории присвоено имя М. А. Рыкачёва
- Океанский сухогрузный теплоход в СССР носил имя «Академик Рыкачёв».

## Труды

### Статьи
- Магнитные наблюдения в Выборге и С.-Петербурге в 1867 г. // Записки Академии наук, 1868. — Т. 14, прил. № 1. — С. 1—71.
- Плавание в воздушном шаре // Санкт-Петербургские ведомости, 14( 26) мая 1868  г. — № 130.
- [Заметка о полёте 12 мая 1868  г.] // Санкт-Петербургские ведомости, 15 (27) мая 1868  г.  — № 131.
- О наблюдениях, произведённых над температурой и влажностью воздуха в разных слоях атмосферы (во время двух поднятий на воздушном шаре в 1868  г.) // Известия РГО, 1872. — Т. 8. — № 2. — Отд. 2. — С. 80—86.
- О значении наблюдений над вскрытием и замерзанием рек и озёр // Известия РГО, 1873. — Т. 6. — № 4. — С.   145—148.
- Несколько слов о метеорологических наблюдениях, произведённых г. Дорандтом в Нукусе с 1 июля по 30 ноября   1874 г. // Известия РГО, 1875. — Т. 11. — № 2. — Отд. 2. — С. 124—136.
- Суточный ход температуры в С.-Петербурге в ясные и пасмурные дни // Записки РГО по общей географии, 1875. — Т. 6. — Кн. 1. — С. 163—188.
- Магнитная съёмка «Индейского архипелага» // Кронштадтский вестник. 3 (15) октября 1880 г. — № 115.
- Магнитные наблюдения, произведенные в Каспийском море, летом 1881 г. капитан-лейтенантом М. Рыкачевым // Морской сборник. 1883. — Т. CXCVIII. — № 10, неоф. — С. 33—93.
- Магнитная съёмка Британских островов, отнесённая к эпохе 1-го января 1891 г. // Еженедельный метеорологический бюллетень, 1897. — № 8. — С. 1—3.
- О наводнении 4/16 ноября 1897 r. / Известия Академии наук, 1897. — T. VII, № 5. — c. LIV—LV.
- О наводнениях в С.-Петербурге и о возможности их предсказывать на основании метеорологических наблюдений // Записки по гидрографии, 1898. — Вып. XIX. — С. 99—124.